# 连续犯
连续犯，是指基于同一的或者概括的犯罪故意，连续实施性质相同的数个行为，触犯同一罪名的犯罪。
连续犯必须是行为人基于同一的或者概括的犯罪故意；必须是实施性质相同的数个行为；彼此之间具有连续性，且都必须触犯同一罪名。比如持枪连续杀人，连续多次贩卖毒品等。处罚通常按照一罪从重处罚；如果行为人在判决宣告后、执行完毕前，又被发现或者新犯同种数罪，只能以数罪并罚方式处理。
和继续犯不同，连续犯必须有多个行为、行为之间可以维持一定时间，但是有间断。

## 延伸閱讀
- 競合論